# Shanghai Golden Grand Prix 2019
Shanghai Golden Grand Prix 2019 byl lehkoatletický mítink, který se konal 18. května 2019 v čínském městě Šanghaji. Byl součástí série mítinků Diamantová liga.

## Výsledky

### Muži
| Disciplína            | 1. místo                | 2. místo                | 3. místo                 |
| Běh na 100 m          | Noah Lyles 9,86         | Christian Coleman 9,86  | Akani Simbine 9,95       |
| Běh na 400 m          | Fred Kerley 44,81       | Michael Cherry 45,48    | Nathan Strother 45,52    |
| Běh na 5000 m         | Yomif Kejelcha 13:04,16 | Selemon Barega 13:04,71 | Hagos Gebrhiwet 13:04,83 |
| Běh na 110 m překážek | Omar McLeod 13,12       | Xie Wenjun 13,17        | Sergej Šubenkov 13,28    |
| Běh na 400 m překážek | Abderrahman Samba 47,27 | Rai Benjamin 47,80      | Thomas Barr 49,41        |
| Skok vysoký           | Wang Yu 228 cm          | Maksim Nedasekau 228 cm | Ilya Ivanyuk 228 cm      |
| Skok do dálky         | Tajay Gayle 824 cm      | Wang Jianan 816 cm      | Ruswahl Samaai 814 cm    |
| Hod oštěpem           | Andreas Hofmann 87,55 m | Cheng Chao-Tsun 87,12 m | Marcin Krukowski 84,51 m |

### Ženy
| Disciplína             | 1. místo                      | 2. místo                               | 3. místo                       |
| Běh na 100 m           | Aleia Hobbs 11,03             | Blessing Okagbareová 11,07             | Elaine Thompsonová 11,14       |
| Běh na 400 m           | Salvá Ajd Násirová 50,65      | Sydney McLaughlinová 50,78             | Christine Botlogetsweová 51,29 |
| Běh na 1500 m          | Rababe Arafiová 4:01,15       | Gudaf Tsegayová 4:01,25                | Winnie Nanyondoová 4:01,39     |
| Běh na 3000 m překážek | Beatrice Chepkoechová 9:04,53 | Celliphine Chepteek Chespolová 9:11,10 | Peruth Chemutaiová 9:17,78     |
| Skok o tyči            | Katerina Stefanidiová 472 cm  | Nikoleta Kiriakopoulouová 472 cm       | Li Ling 472 cm                 |
| Koule                  | Chase Ealeyová 19,58 m        | Kung Li-ťiao 19,44 m                   | Aliona Dubitskaya 18,78 m      |
| Oštěp                  | Lü Chuej-chuej 66,89 m        | Lina Muze 64,87 m                      | Christin Hussongová 64,10 m    |